# Vuelo 5940 de Dirgantara Air Service
El vuelo 5940 de Dirgantara Air Service fue un vuelo regular doméstico de pasajeros, operado por la aerolínea de propiedad militar Dirgantara Air Service, desde Banjarmasin, capital provincial de Borneo Occidental a Sampit, capital de la Regencia de Kotawaringin Oriental. El 7 de diciembre de 1996,  un CASA C-212 Aviocar con el registro PK-VSO se estrelló, mientras efectuaba este vuelo, contra un edificio industrial poco después del despegue del aeropuerto internacional Syamsudin Noor. 17 personas, incluyendo una en tierra, fallecieron en el lugar, un chico de doce años falleció de camino al hospital mientras que un trabajador murió una vez ingresado en el complejo hospitalario. Un pasajero, identificado como Irianto, de cuarenta años, fue el único superviviente del accidente. La investigación oficial concluyó que la tripulación perdió el control del aparato tras un fallo del motor derecho.

## Vuelo
El vuelo despegó del aeropuerto internacional Syamsudin Noor en torno a las 15:30 hora local con quince pasajeros y dos tripulantes y puso rumbo a Sampit, una ciudad conocida por ser una ubicación estratégica y económica en Borneo Occidental. El avión fue pilotado por el capitán Herybert y a su lado se encontraba el primer oficial Sofyan Noor. Aproximadamente un minuto después del despegue, el motor derecho comenzó a fallar. La tripulación informó a la torre, pero en lugar de informar del fallo de motor, la tripulación informó accidentalmente de que el otro motor está operando con normalidad. La tripulación informó entonces de qué estaban "dando la vuelta", pero mientras intentaban un aterrizaje de emergencia perdieron el control del avión e impactaron con el techo de PT. Barox Utama Jaya, una factoría de tanques de oxígeno y acetileno. La ubicación del siniestro se encontraba a 3 km (1,62 nmi) del aeropuerto.Trece pasajeros y ambos tripulantes perecieron. Un trabajador de la fábrica también falleció y otros tres resultaron heridos en las explosiones posteriores. Dos pasajeros del vuelo 5940, identificados como Irianto, de cuarenta años y Rusdiana de doce sobrevivieron al impacto. Ambos fueron trasladados a hospitales próximos. Rusdiana sin embargo sucumbió a la gravedad de sus heridas mientras se encontraba de camino al hospital. Un trabajador, que inicialmente sobrevivió al accidente a pesar de sufrir heridas de consideración, acabó sucumbiendo a la gravedad de estas.

## Pasajeros y tripulación
El avión transportaba a quince pasajeros, incluyendo un niño de doce años, y dos tripulantes. Poco se sabe de la experiencia de vuelo de los tripulantes. Los cuerpos fueron trasladados al hospital Syamsudin Noor en Banjarmasin. Los trabajos de repatriación e identificación fueron supervisados por el entonces gobernador de Kalimantan del Sur Gusti Hanan Aman. El único superviviente fue identificado por las autoridades como Irianto, un hombre de cuarenta años. Sufrió fracturas nasales y heridas en cara por las que fue intervenido durante cuatro horas en el hospital militar Dr. Soeharsono. La cirugía fue llevada a cabo por el Teniente Coronel Dr. Dedi Zamhuri del cercano Hospital Militar de la Fuerza Aérea de Indonesia.

## Investigación
Inmediatamente después del accidente, el Ministerio de Transporte de Indonesia ordenó al NTSC dirigir la investigación para dilucidar la causa del accidente. Dado que el avión había sido construido tanto por la indonesa IPTN como por la española CASA, se esperaba que un equipo de investigación español se uniese para ayudar al NTSC.
Según el controlador aéreo del aeropuerto Syamsudin Noor, el capitán Herybert había informado del fallo de motor y había notificado que su intención sería la de efectuar un aterrizaje de emergencia. Según el ministro indonesio de transporte, Haryanto Dhanutirto, el procedimiento que efectuó la tripulación fue el correcto. Las observaciones en el lugar del accidente fueron que los restos del avión estaban en sentido contrario al aeropuerto, lo que implicaba que la tripulación no intentaba regresar al aeropuerto.

### Respuesta
En respuesta al accidente, el gobernador de Kalimantan del Sur visitó al superviviente y al herido poco después de ser conocedor de la noticia. El ministro indonesio de transporte, Haryanto Dhanutirto, visitó el lugar del accidente. Él, junto con el gobernador de Kalimantan del Sur, efectuaron un comunicado de condolencias. Haryanto más tarde añadió que el gobierno local tomaría medidas sobre las ubicaciones industriales en los alrededores del aeropuerto y sus riesgos .La compañía de seguros informó de la posibilidad de una compensación por cada pasajero y tripulantes por un valor de 40 millones de rupias por persona. Afirmó que solo compensaría la factura hospitalaria del pasajero, hasta un máximo de diez millones de rupias. La compañía de seguros, sin embargo, no compensaría a las víctimas en tierra.El director general de PT. Barox Utama Jaya, Ranius, afirmó que había solicitado una compensación por parte de la aerolínea. Afirmó que la empresa había sufrido una pérdida por valor de quinientos millones de rupias a raíz del accidente, en concreto la pérdida de un camión Fuso, un generador eléctrico, y un cierre completo de la fábrica durante tres días seguidos. Más tarde afirmó que presentaría una demanda si la aerolínea rechazaba sus demandas.

### Controversia
El CASA C-212 Aviocar fue construido por la española CASA y la indonesia IPTN. El presidente de IPTN Bacharuddin Jusuf Habibie afirmó que el avión fue el más duro de su clase. Por ejemplo, hizo mención al accidente de un CASA C-212 en 1991 en la montaña Tihengo cuando el avión se dirigió hacia un árbol y se quedó atascado. Habibie afirmó que el avión apenas había sufrido daños en el accidente. El mismo año un CASA C-212 de Pelita Air Service se estrelló en el mar de Lampung. Este accidente más tarde produjo un debate público relativo a la fiabilidad del avión.